# Romulus Dianu
Romulus Dianu (născut Romulus Dima; n. 22 martie 1905, București, România – d. 25 august 1975, București, România) a fost un prozator, publicist și traducător român.

## Biografie
S-a născut în 22 martie 1905, la București. Părinții lui erau muncitorul ceferist Gheorghe Dima, o rudă a compozitorului Gheorghe Dima, și soția sa, Virgilia (născută Maiorescu), descendentă din familia lui Petru Maior. A urmat școala primară la Murfatlar și Bârlad, iar apoi, cu ajutorul unchiului său, poetul George Tutoveanu, s-a înscris la secția clasică a Colegiului Național „Sfântul Sava” din București. În 1925 a fost admis la Facultatea de Litere și Filosofie a Universității din București. A debutat în revista Rampa, în 1926, cu cronici literare. A lucrat timp de un an ca redactor al ziarului național-țărănesc „Dreptatea”, apoi ca redactor la ziarul Curentul, unde a colaborat până în 1944. A mai colaborat la Cotidianul (Brăila), Adevărul literar și artistic, Țara de Jos, Cetatea literară, Contimporanul, Universul literar, Bilete de papagal, apoi la Viața literară, Vremea, Azi, Familia, Săptămâna CFR, Glasul patriei, Argeș, România literară etc.
Prima sa carte intitulată Viața minunată a lui Anton Pann a fost o biografie romanțată a lui Anton Pann care a fost scrisă în colaborare cu Sergiu Dan și a apărut în 1929. Dan era prietenul lui cel mai bun, dar Dianu a fost, de asemenea, foarte apropiat de Ion Vinea și Pamfil Șeicaru. El a scris romanele Adorata (1930) și Nopți la Ada-Kaleh (1931), în care predomină stilul foiletonist al epocii.
Dianu a intrat în 1931 în serviciul diplomatic, lucrând timp de un deceniu ca secretar al lui Nicolae Titulescu și fiind acreditat la Liga Națiunilor. În timpul celui de-al Doilea Război Mondial, el a scris în mod regulat pentru presa oficială. După război și formarea guvernului condus de Partidul Comunist Român, a fost arestat și trimis la închisoare din cauza activității jurnalistice desfășurate înaintea și în timpul războiului. A fost judecat în procesul așa-zișilor „ziariști fasciști”, alături de Pamfil Șeicaru, Stelian Popescu, Nichifor Crainic, Grigore Manoilescu, Radu Demetrescu-Gyr, Romulus Seișanu sau Ilie Rădulescu, condamnat în 4 iulie 1945 la 20 de ani detenție grea, 10 ani de degradare civică și confiscarea averii „pentru crimă de contribuție la dezastrul țării și instigare la crime de război”  A fost eliberat la 10 octombrie 1955, după ce pedeapsa i-a fost redusă la 10 ani prin Decretul nr. 421.
După ce a fost eliberat, el a lucrat ca salahor, tăietor de lemne și vânzător ambulant de cărți. A fost găsit de către Ion Caraion vânzând cărți într-un pasaj, iar acesta l-a ajutat să primească o pensie din partea Uniunii Scriitorilor din România, prezentându-i-l lui Zaharia Stancu. El a scris trei cărți de proză în ultimii cinci ani din viață, plus o plachetă de versuri, Carmen miserabile, al cărei manuscris a fost pierdut de editura la care a fost predat. A mai tradus din opera literară a lui Fiodor Dostoievski, Bertolt Brecht și Georges Duhamel. Poetul și criticul literar Emil Manu îl considera „un intelectual fin și discret”.
A murit la 25 august 1975, la București.

## Activitatea literară
Literatura scrisă de Romulus Dianu se evidențiază prin vervă epică și o notație rapidă, „făcută din fuga condeiului”. Scriitorul prezintă un mediu convențional, ușor cosmopolit și exotic, arătând o curiozitate intelectuală față de misterul eternului feminin. Personajele sale, precum Victoria Gherman din romanul Adorata (1930) și într-o oarecare măsură și cele din Nopți la Ada-Kaleh (1932) și Târgul de fete. Simplă călătorie mintală (1933), simt nevoia unei împliniri erotice absolute.

## Opera
- Viața minunată a lui Anton Pann, în colab. cu Sergiu Dan, Editura „Naționala” S. Ciornei, București, 1929 (ed. a II-a, Nastratin și timpul său,Editura „Naționala” S. Ciornei, București, 1934);
- Adorata, roman, Editura „Naționala” S. Ciornei, București, 1930 (ed. a II-a, Craiova, 1984; ed. a III-a, București, 1992);
- Nopți la Ada-Kaleh, roman, Editura „Naționala” S. Ciornei, București, 1932 (ed. a II-a, București, 1970; ed. a III-a, București, 1990);
- Târgul de fete. Simplă călătorie mintală, Editura „Naționala” S. Ciornei, București, 1933;
- Trenul de Adjud, piesă de teatru jucată la teatrul de Stat din Satu Mare, stagiunea 1970-1971;
- Trandafiri de octombrie și alte surâsuri, Editura Cartea Românească, București, 1971;
- Fauna bufonă. Pseudozoologicon, vol. I-II, București, 1972-1975;
- Fata de la Suza, București, 1982;
- Esthera, roman, ed. îngrijită de Corneliu Popescu, pref. de Paul Dugneanu, București, 1995;
- Jurnal intim din timpul detenției comuniste, Pitești, 1999.